# Жекитиньонья (мезорегион)

Жекитиньонья на карте.

Жекитиньонья (порт. Mesorregião do Jequitinhonha) — административно-статистический мезорегион в Бразилии, входит в штат Минас-Жерайс. Население составляет 699 413 человек (на 2010 год). Площадь — 50 147,600 км². Плотность населения — 13,95 чел./км².

## Демография
Согласно сведениям, собранным в ходе переписи 2010 г. Национальным институтом географии и статистики (IBGE), население мезорегиона составляет:
| Полное население                            | Полное население                            | Полное население                            | Полное население                            | 699 413 |
| ------------------------------------------- | ------------------------------------------- | ------------------------------------------- | ------------------------------------------- | ------- |
| в том числе:                                | Городское население                         | 435 162                                     | Процент городского населения, %             | 62,22   |
|                                             | Сельское население                          | 264 251                                     | Процент сельского населения, %              | 37,78   |
|                                             | Мужское население                           | 351 117                                     | Процент мужского населения, %               | 50,20   |
|                                             | Женское население                           | 348 296                                     | Процент женского населения, %               | 49,80   |
| Плотность населения, чел/км²                | Плотность населения, чел/км²                | Плотность населения, чел/км²                | Плотность населения, чел/км²                | 13,95   |
| Население мезорегиона в % к населению штата | Население мезорегиона в % к населению штата | Население мезорегиона в % к населению штата | Население мезорегиона в % к населению штата | 3,57    |

## Статистика
- Валовой внутренний продукт на 2003 год составляет 1 817 473 340,00 реалов (данные: Бразильский институт географии и статистики).
- Валовой внутренний продукт на душу населения на 2003 год составляет 2642,62 реалов (данные: Бразильский институт географии и статистики).
- Индекс развития человеческого потенциала на 2000 год составляет 0,659 (данные: Программа развития ООН).

## Состав мезорегиона
В мезорегион входят следующие микрорегионы:
1. Алменара
2. Арасуаи
3. Капелинья
4. Диамантина
5. Педра-Азул